# Драновецу
Драновецу (рум. Dranovățu) — село у повіті Олт в Румунії. Входить до складу комуни Геняса.
Село розташоване на відстані 144 км на захід від Бухареста, 6 км на захід від Слатіни, 39 км на схід від Крайови.

## Населення
За даними перепису населення 2002 року у селі проживали 1065 осіб, усі — румуни. Усі жителі села рідною мовою назвали румунську.